# Ljubišnja
Ljubišnja - pasmo górskie w Górach Dynarskich. Leży na granicy między Bośnią i Hercegowiną a Czarnogórą. Najwyższym szczytem jest Dernjačista, który osiąga 2238 m.